# Marina Soviètica
La Marina Soviètica fou el braç naval de les Forces Armades Soviètiques. Tingué diverses denominacions al llarg del temps: Flota Roja Obrera i Camperola, RKKF (Рабоче-Крестьянский Красный Флот, РККФ) en 1918-1924 i 1937-1946; Forces Navals, VMS (Военно-Морские Силы, ВМС) en 1924-1937 i novament en 1950-1953; i Flota Naval de l'URSS, VMF SSSR (Военно-морской флот CCCP, ВМФ СССР, literalment 'Forces Militars Navals de l'URSS') en 1946-1950 i 1953-1991. La Marina Soviètica hauria estat intrumental en qualsevol rol del Pacte de Varsòvia en una guerra amb l'OTAN, quan hauria hagut de detenir els combois navals que portessin reforços a través de l'Atlàntic cap al teatre de l'Europa Occidental. Tal conflicte no tingué lloc, però no obstant això, la Marina Soviètica encara veié una acció considerable durant la Guerra Freda. En el moment del seu apogeu, va ser la segona potència militar marítima del món, amb 1.742 navilis de combat, amfibis i de suport, representant 3.525.050 tones, contra 523 navilis de combat, amfibis i de suport i 4.142.830 tones de la Marina dels Estats Units d'Amèrica a l'1 de novembre de 1985, i una de les branques més potents de les Forces Armades Soviètiques.
La Marina Soviètica estava dividida en diverses flotes principals: la Flota Soviètica del Nord Bandera Roja, la Flota Soviètica de l'Oceà Pacífic, la Flota del Mar Negre i la Flota Bàltica. La Flotilla del Caspi era una formació semiindependent, administrativament sota l'administració de la Flota del Mar Negre; mentre que l'Esquadró Soviètic de l'Oceà Índic retirà les seves unitats i estava sota la jurisdicció de la Flota del Pacífic. Altres components incloïen l'Aviació Naval, la Infanteria de Marina Soviètica i l'Artilleria Costanera. La Marina Soviètica va ser reformada a la Marina Russa amb la dissolució de la Unió Soviètica el 1991.

## Història

### Inicis
La Marina Soviètica tingué els orígens el 1917 en les restes de la Marina Imperial Russa. Molts vaixells van continuar en servei després de la Revolució d'Octubre, si bé amb diversos noms. Podria considerar-se que el primer vaixell de la incipient armada va ser el creuer Aurora, la tripulació del qual s'uní als Bolxevics. Ja anteriorment hi havia hagut un alçament bolxevic el 1905 al cuirassat Potemkin.

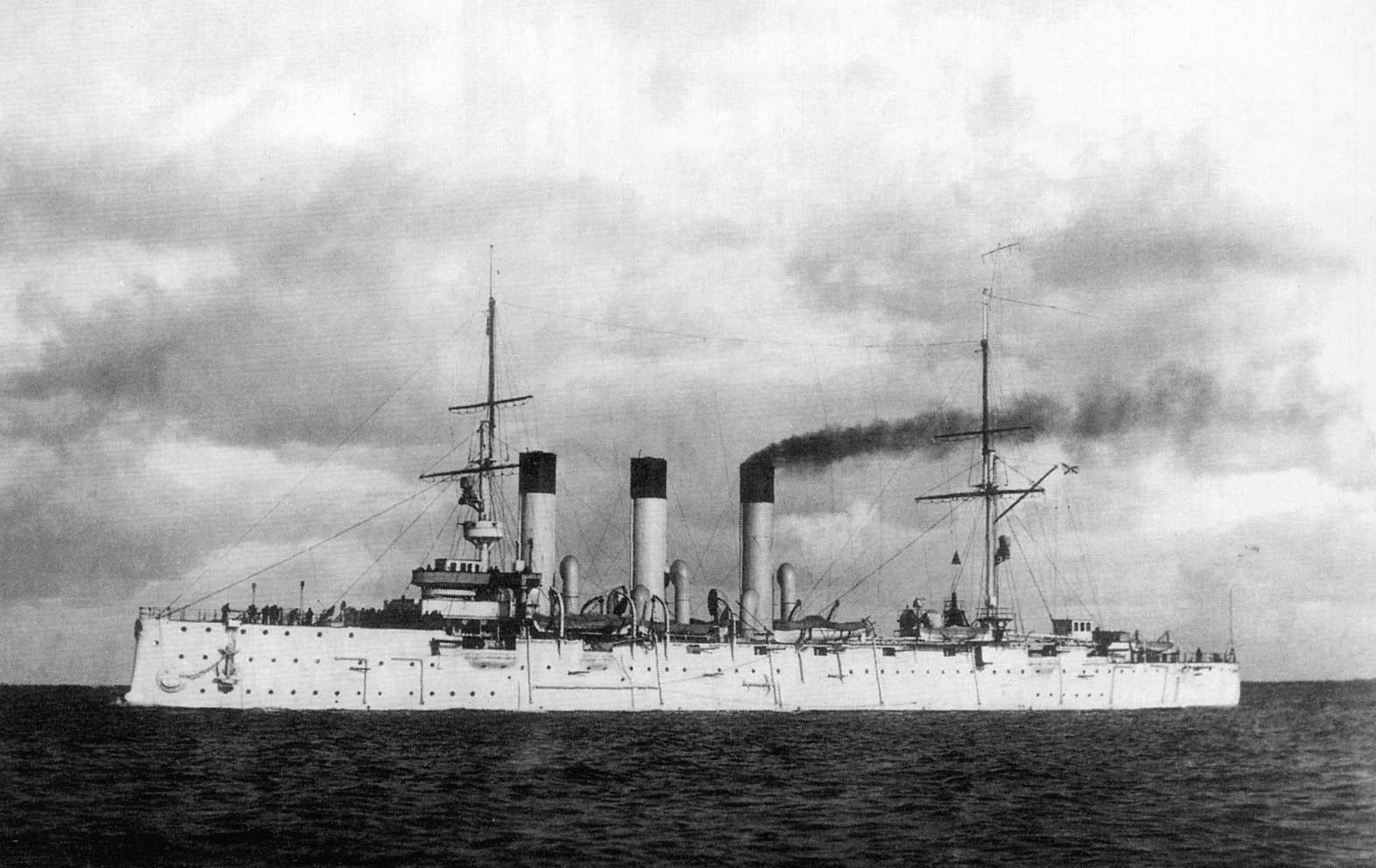
El creuer Aurora, el no oficialment primer vaixell de la Marina Soviètica, després del motí dels seus mariners contra l'imperi Rus al 1917.

La Marina Soviètica, establerta com a Flota Roja Obrera i Camperola (rus Рабоче-Крестьянский Красный флот o PKKФ; transcrit Rabotxe-Krestiànskiï Kràsniï Flot o RKKF) el 29 de gener (11 de febrer) de 1918 per decret del govern soviètic, existia en un estat de disposició per al servei durant els anys d'entreguerres, i posseïa diversos centenars de vaixells de combat i de suport, incloent-hi cuirassats i diversos esquadrons aeris navals. Molts vaixells van perdre's durant la Revolució, la intervenció, i 23 vaixells de combat per les mines. Malgrat aquest estat de les coses, la Flota Bàltica restà com una gran formació naval, i la Flota del Mar Negre també oferia una base per a l'expansió. A més, existien unes 30 flotilles de combat en les rutes fluvials.Com que les atencions del país estaven molt dirigides, la Marina no va veure massa ni en fons ni en entrenament. Un clar indicador de l'amenaça percebuda de la Marina va ser que els soviètics no van ser invitats a participar en el Tractat Naval de Washington, que serví per limitar la mida i les capacitats de les marines més poderoses.
La insurrecció dels mariners i soldats de la base naval de Cronstadt, situada a la badia de Leningrad al març de 1921, en conjunció amb diverses revoltes paisanes (les nakhovtxina ucraïneses) van inflamar el país. Davant dels fets, Lenin revisà la seva política econòmica per obrir l'era de la Nova Política Econòmica Soviètica.
No obstant això, als anys trenta, a mesura que augmentava la industrialització a la Unió Soviètica, es va planificar l'expansió de la Marina Soviètica en una de les més poderoses del món. El 1926, el Consell dels Treballadors i de Defensa aprovà un programa de construcció naval per construir dotze submarins, i els sis primers van ser coneguts com els Classe Dekabrist. Des del 4 de novembre de 1926, l'Oficina Tècnica N.4, sota la direcció de B.M. Malinin estava dirigint els treballs de construcció de submarins a les drassanes del Bàltic. El nom "Oficina Tècnica n.4" va ser l'atorgat a l'antic Departament de Submarins i encara és un departament secret. Durant els anys següents es van construir 133 submarins segons els dissenys desenvolupats sota la direcció de Malinin.
Es feren plans addicionals per formar la Flota del Pacífic el 1932 i la  Flota del Nord el 1933. Aquesta havia de ser construïda basant-se en els poderosos cuirassats de la classe  Sovietsky Soyuz. Aquest programa de construcció estava en les seves etapes inicials en el moment de la invasió alemanya el 1941, forçant la seva suspensió.
La Guerra d'Hivern de 1939-40 portà alguna acció menor al Bàltic, limitant-se principalment a duels d'artilleria entre les fortaleses fineses i els creuers i cuirassats soviètics.

### La Gran Guerra Patriòtica
Després d'haver estat durant molt de temps una flota de defensa costanera, la Marina Roja va tenir un paper secundari a la Gran Guerra Patriòtica, en la que molts mariners i canons navals van ser enviats per ajudar a l'Exèrcit Roig, i aquestes forces navals reassignades van prendre part en totes les grans accions del Front Oriental; malgrat que el 1941 posseïa la primera força submarina del món. El personal naval soviètic desenvolupà principalment papers terrestres a les batalles d'Odessa, Sebastòpol, Stalingrad, Novorossisk, Tuapse o Leningrad.
Posteriorment, els submarins soviètics van causar diversos dels naufragis més mortífers de la història, com els dels creuers Steuben i Wilhelm Gustloff el 1945.

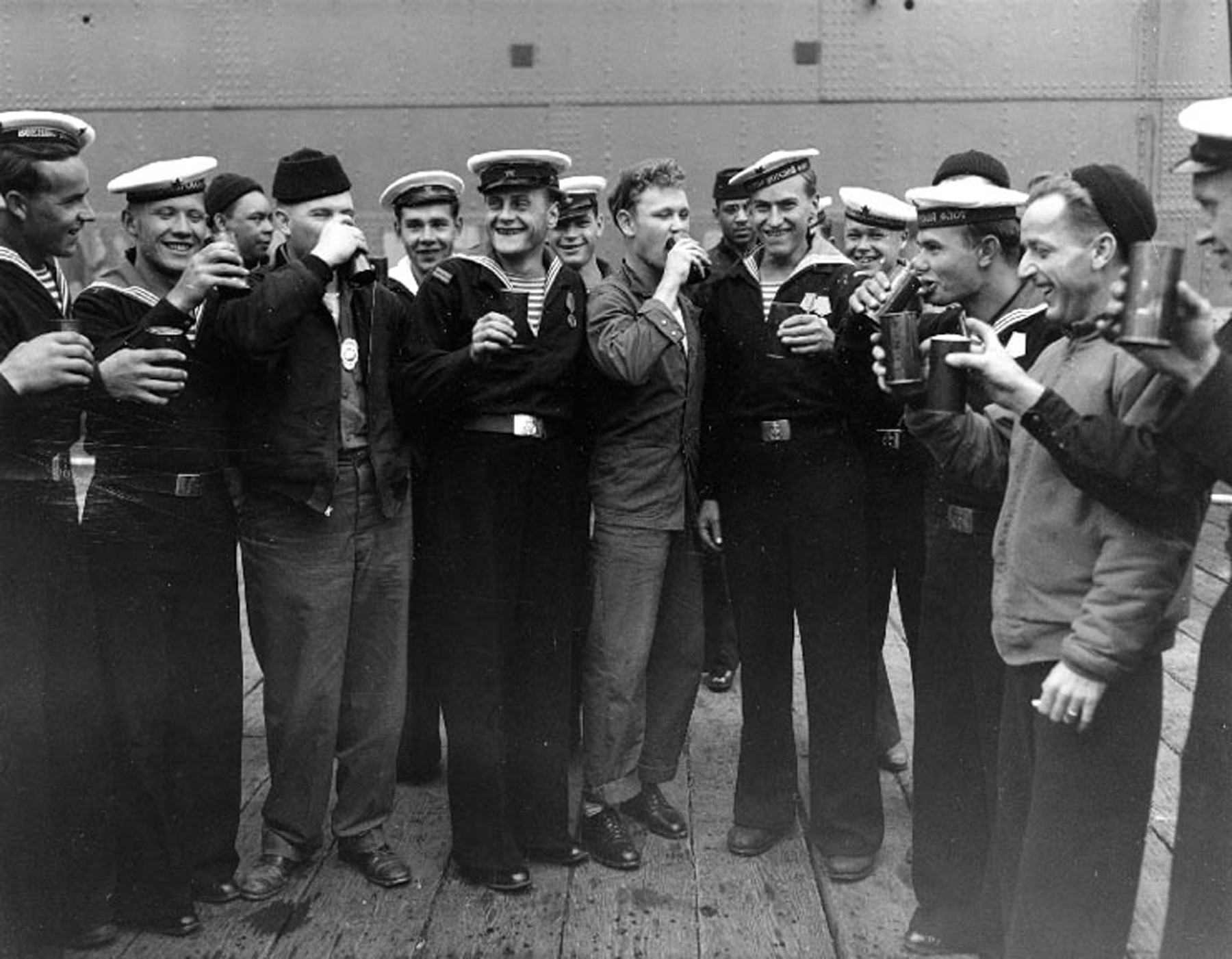
Mariners soviètics i americans a Alaska, celebrant la rendició del Japó al 1945

La composició de la marina soviètica el 1941 incloïa:
3 cuirassats de línia
7 creuers (incloent 4 creuers classe Kirov moderns)
59 destructors (incloent 46 dels moderns Tipus 7 i Tipus 7U)
218 submarins
269 torpediners
22 patrullers
88 pescamines
77 caçasubmarins
En diverses etapes, hi arribaren a haver 219 vaixells incloent 3 cuirassats, 2 creuers pesats i 7 lleugers, 45 destructors i 91 submarins.
Aquesta relació inclou alguns vaixells anteriors a la I Guerra Mundial (els destructors de classe Novik, alguns creuers i tots els cuirassats), així com els vaixells més moderns construïts tant a la Unió Soviètica com a tot Europa (com els destructors construïts a Itàlia classe Taiskent, o el creuer alemany parcialment completat Lützow. Durant la guerra, diversos dels vaixells a les drassanes de Leningrad o Nikolaiev van ser destruïts (principalment pels atacs aeris o per les mines, però la Marina Soviètica també rebé destructors romanesos capturats, així com alguns enviaments provinents del Préstec-Arrendament, com el cuirassat de la Royal Navy britànica HMS Royal Sovereign (rebatejat Arkhangelsk) el creuer americà Milwaukee (rebatejat Murmansk), a canvi de la part soviètica de la marina italiana capturada.
Al Mar Bàltic, després de la captura de Tallin, els vaixells de superfície van quedar bloquejats a Leningrad-Kronstadt pels camps de mines, on van participar en la defensa antiaèria de la ciutat i en el bombardeig de les posicions alemanyes. Un exemple de la manca de recursos soviètica és que el cuirassat Marat, un vaixell anterior a la I Guerra Mundial ancorat al port de Kronstadt pels Stukes alemanys el 1941, i que durant la resta de la guerra s'aprofità la part no submergida com a bateria artillera. Els submarins, tot i patir grans pèrdues degudes a les accions antisubmarines germano-fineses, van tenir un paper principal a la guerra al mar, desbaratant la navegació de l'Eix pel Bàltic.
Al mar Negre, diversos vaixells pels camps de mines i per la Luftwaffe, però van col·laborar en la defensa de les bases navals i en portar-los subministraments durant els setges i les evacuacions. Els canons pesats navals van ajudar en la defensa de les ciutats navals durant molt de temps després que fossin assetjades per les forces de l'Eix.
A l'oceà Àrtic, els destructors de la Flota del Nord (classes Novik, Tipus 7 i Tipus 7A) van participar en la lluita antiaèria i antisubmarina, dedicant-se principalment en la defensa dels combois aliats que portaven els carregaments del Préstec-Arrendament.
Al Pacífic, la Unió Soviètica no entrà en guerra amb el Japó fins al 1945, i així diversos destructors van poder ser transferits a la Flota del Nord.
Des de l'esclat de les hostilitats, la Morskaya Aviatsiya, el Servei Aeri de la Marina Soviètica, va proveir de suport aeri a les operacions navals o terrestres en les quals estava implicada la Marina Roja.
Al final de la guerra, els soviètics reberen diversos vaixells de guerra italians com a compensació pels danys de guerra.

### Guerra Freda
Després de la guerra, els soviètics van arribar a la conclusió que necessitaven ser capaços de competir amb occident a qualsevol preu, embarcant-se en un projecte per poder desafiar l'oest. La construcció naval soviètica es va mantenir construint submarins basats en els dissenys de la Kriegsmarine, sent botats amb una gran freqüència en la postguerra immediata. Posteriorment, gràcies als propis projectes d'investigació i a la tecnologia obtinguda a través de l'espionatge primer de l'Alemanya Nazi i dels països occidentals, els soviètics gradualment van millorar els seus dissenys de submarins, tot i que inicialment anaven una generació endarrerits respecte als països de l'OTAN.
No obstant això, els soviètics ben aviat van equiparar-se amb els seus adversaris. Els soviètics no van trigar a equipar la seva flota de superfície amb míssils de tota mena. De fet, va esdevenir marca del disseny soviètic situar grans míssils en, relativament, vaixells porta-míssils petits però veloços. No obstant això, la Marina Soviètica també posseïa grans creuers amb grans míssils guiats, com els classe Kirov i els classe Slava. Diversos dels seus submarins eren considerats com a superiors als seus rivals americans.
Des de 1958, la Marina Soviètica ja se situava al segon rang mundial, sota l'impuls de l'almirall Sergei Georgievitx Gorxkov, que presidí el seu destí durant diverses dècades.

#### Portaavions i aviació

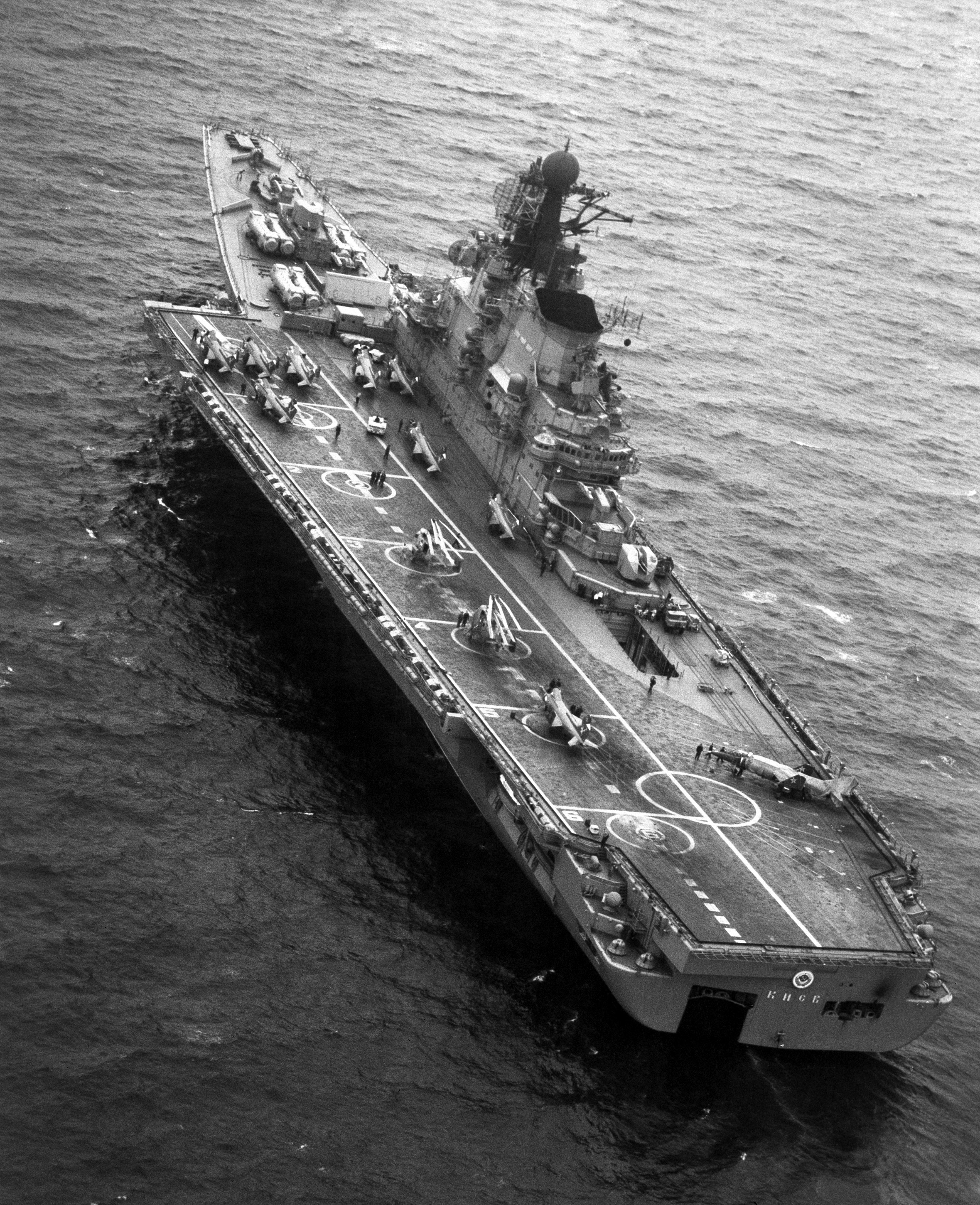
El Kíev, un portahelicòpters i la resta de la seva classe, que van constituir un important component del sistema de defensa antisubmarina.

La Marina Soviètica normalment donà menys importància als portaavions que els seus rivals americans, potser degut a la seva immensitat geogràfica i a les mides de les seves costes. No obstant això, se sentí que es necessitava una força de portaavions d'algun tipus.
El 1968 i 1969 van aparèixer els  Portahelicòpters classe Moskva, seguits del primer de 4 portaavions  classe Kíev el 1973. A ambdues classes només podien operar helicòpters i avions V/STOL (com el Iak-38 'Forger'), i es creia que havien estat dissenyats per operar primàriament dins del radi d'acció dels avions de l'Aviació Naval Soviètica amb seus a terra. La seva posada en marxa constituí un gran progrés respecte al Kíev, amb l'equivalent de la capacitat del Clemenceau.
A la dècada dels 70, els soviètics van emprendre el Projecte OREL, que volia crear un superportaavions capaç de competir contra els seus equivalents americans. No obstant això, el projecte es cancel·là quan encara estava a les taules de dibuix, quan arribaren altres prioritats estratègiques.
A la dècada dels 80, la Marina Soviètica adquirí el seu primer portaavions real, el Tbilisi, posteriorment anomenat Almirall Kuznetsov. Un distintiu dels portaavions soviètics és el seu armament ofensiu basat en míssils (com els de llarg abast AAW), mostrant un concepte operatiu que mostrava menys èmfasi en els vaixells escorta, comparat amb les operacions de portaavions occidentals.

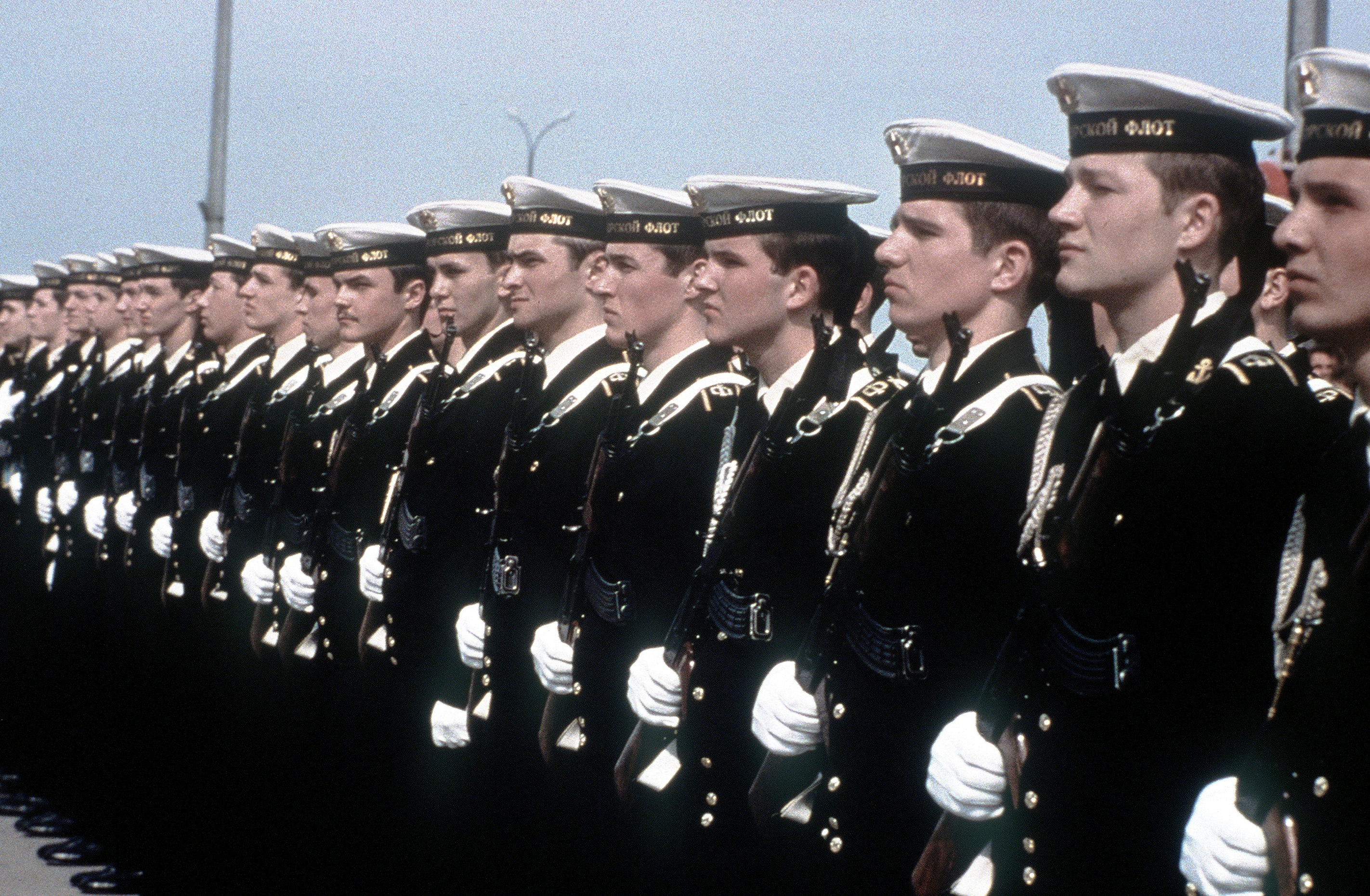
Mariners soviètics en parada

A la segona meitat dels 80, la Marina Soviètica inicià de nou la construcció d'un superportaavions, l'Ulyanovsk, que hauria d'haver portat avions com el Sukhoi Su-33 'Flanker-D'. La nau estava construïda sobre un 40%, quan el final de la Guerra Freda i el desmembrament de la Unió Soviètica van fer aturar el projecte. L'incomplet Ulyanovsk va ser finalment venut com a ferralla.
Per tal d'omplir el paper dels portaavions, la Marina Soviètica desenvolupà un gran nombre de  bombarders estratègics per a acomplir funcions marítimes, com a part de la Aviatsiya Voenno-Morskogo Flota (AV-MF, o Aviació Naval). Bombarders estratègics, com el Túpolev Tu-16 i el Tu-22M van ser desplegats amb míssils aire-mar d'alta velocitat. El paper principal d'aquests avions era la interceptació dels combois de l'OTAN en les línies de comunicació entre Europa i Amèrica del Nord.

#### Submarins
En diversos aspectes, incloent la velocitat i la tecnologia del reactor, els submarins soviètics van ser, i segueixen sent, alguns dels millors del món. A més de les seves relatives altes velocitats i profunditat operativa, eren difícils de contrarestar pels seus múltiples compartiments, la seva força d'emersió i especialment pel seu disseny de doble casc.
Els seus defectes primaris eren que feien massa soroll (els americans eren més silenciosos) i la tecnologia del sonar. Va ser en el camp de l'acústica, així com en els mètodes de producció on els soviètics van cercar la tecnologia occidental. En el camp de l'acústica segurament l'espia John Anthony Walker va fer una immensa contribució al coneixement soviètic.
El soviètics tenien un gran nombre de dissenys per submarins amb míssils guiats, com els de classe Oscar, així com molts submarins amb míssils balístics i submarins d'atac. Els classe Tifó (Nomenclatura OTAN: Typhoon. Nomenclatura soviètica: Akula / Акула) soviètics eren els majors submarins de tot el món. La força ofensiva dels submarins soviètics era, igual que la resta de la Marina Soviètica, dirigida cap a la interceptació dels combois de l'OTAN, però també per atacar els grups de portaavions.
Durant la seva història, els submarins soviètics van patir diversos accidents, principalment en els submarins nuclear. Entre els incidents soviètics més famosos estan el del K-219 i el del K-278 Komsomolets, ambdós perduts en incendis; i l'amenaça del reactor nuclear del K-19, en part avortat pel seu capità. Una seguretat nuclear inapropiada, un pobre control de danys i de control de qualitat de construcció (especialment en els primers submarins) eren les causes típiques dels accidents. En diverses ocasions, aquests van ser atribuïts a col·lisions amb submarins americans, però això no ha estat confirmat oficialment per la Marina dels Estats Units, que manté una política de secret respecte als incidents nuclears.

### Transició i futur

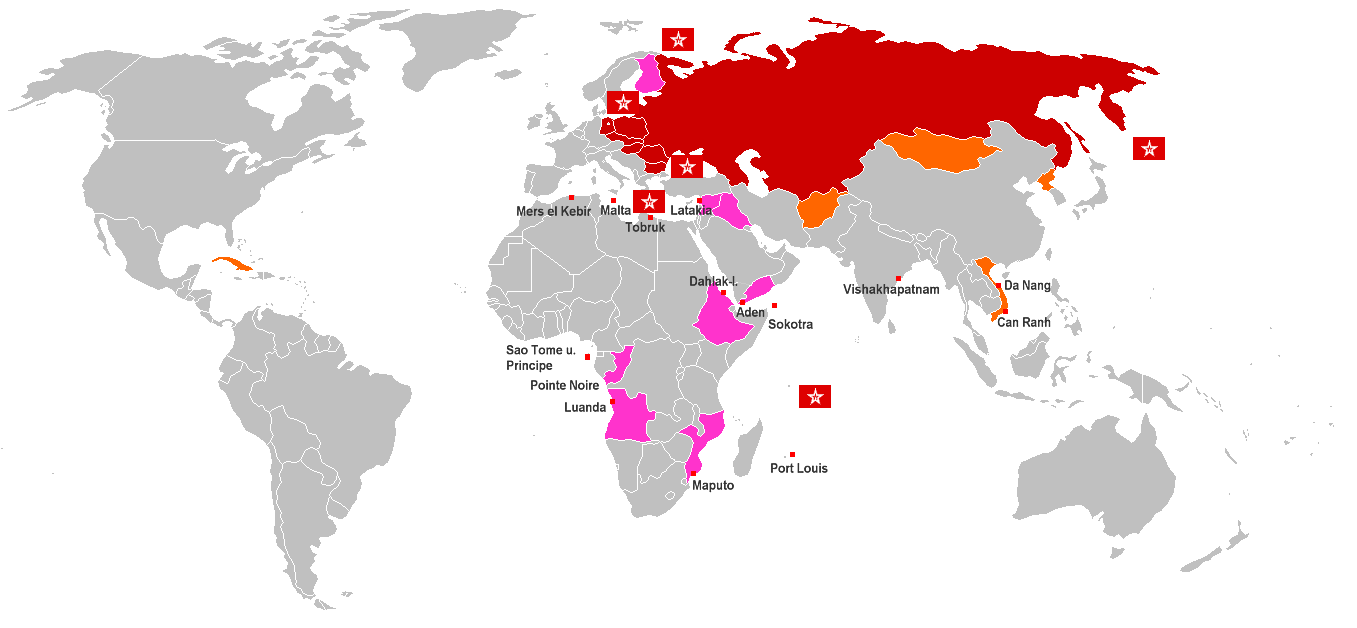
Bases de submarins al 1984

Després de la dissolució de la Unió Soviètica i el final de la Guerra Freda, la Marina Soviètica va ser, igual que la resta de branques de les Forces Armades soviètiques, dividida entre les diverses repúbliques. Concretament la Flota del Mar Negre va passar diversos anys al llimbs, abans què s'arribés a un acord entre Rússia i Ucraïna per repartir-se-la. La manca de presència naval resultant, particularment al Pacífic Occidental, és assenyalat con un factor contribuent a l'augment de la pirateria des dels anys 90.

## Estratègia
Tenint en compte la seva posició geogràfica i la del seu principal enemic durant la Guerra Freda (els Estats Units), la Unió Soviètica adoptà una estratègia naval de suport terrestre. Així, l'accent es posà en la destrucció dels mitjans navals enemics més que no pas sobre l'acció cap a la terra. Així s'explica l'accent posat en la construcció de submarins i de l'escàs desenvolupament de mitjans de desembarcament o de portaavions.

## Desplegament

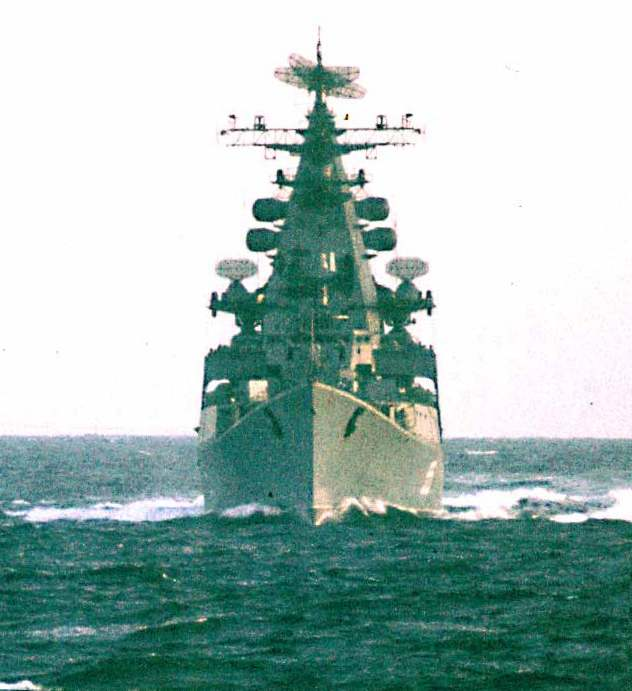
Creuer de classe Kresta al 1970

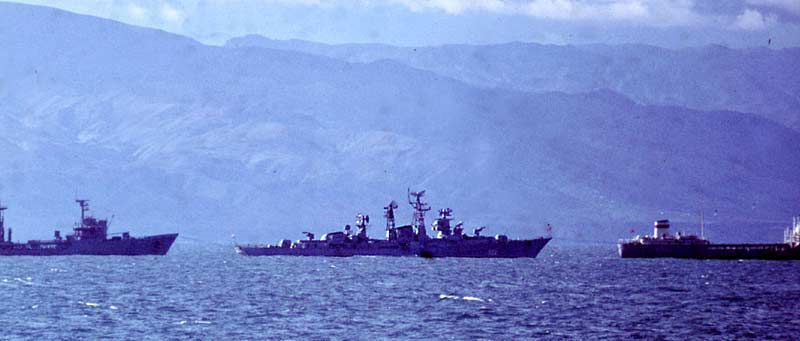
Fragata de classe Kaixin al Marroc al 1970

La Marina Soviètica, com actualment ho està la Marina Russa, estava dividida en 4 flotes:
- La  Flota Soviètica del Nord Bandera Roja: la més important, amb seu a la península de Kola, al llindar del cercle polar àrtic. Les seves bases feien d'aquesta regió la més nuclearitzada del planeta Terra. La majoria dels grans vaixells de superfície i la meitat dels submarins estaven assignats a aquesta flota
- La Flota Soviètica de l'Oceà Pacífic: situada a l'extrem oriental rus, amb la base principal a Vladivostok. Tenia assignada l'altra meitat dels submarins i diversos grans navilis de superfície assignats a aquesta flota
- La Flota del Mar Negre: amb seu principal a Crimea, i estava composta de naus lleugeres.
- La Flota Bàltica: amb seu a Leningrad i a Kaliningrad, i estava composta d'unitats lleugeres.

A ultramar, la flota soviètica mantenia permanentment diverses esquadres:
- A la Mediterrània disposava de 35 a 40 navilis, als pots oberts de Síria, Líbia i Malta
- A l'oceà Índic, uns 25 navilis amb seu al Iemen i a Etiòpia
- Al Mar de la Xina, uns 15 vaixells ancorats al Vietnam
- A l'Àfrica Occidental, entre 5 i 8 navilis amb base a Angola
- Al Mar de les Antilles, entre 1 i 3 navilis estacionats a Cuba

## Missions
La Marina Soviètica tenia una missió doble: protegir els països del Pacte de Varsòvia contra qualsevol atac provinent del mar i, alhora, en cas d'una ofensiva contra l'OTAN, neutralitzar ràpidament les forces navals enemigues i ocupar les seves línies d'aprovisionament.
Aquesta estratègia conduí a la constitució d'una gran flota de guerra. Per a assegurar la seva vocació defensiva, la Marina Soviètica va dotar-se de nombroses unitats petites, desplegades únicament a les aigües territorials dels països del Bloc de l'Est. L'altre component era susceptible d'intervenir per tot arreu als mars del món: a la Mediterrània, a l'Oceà Índic, al Mar de la Xina i a l'Atlàntic Sud.

## Forces i febleses

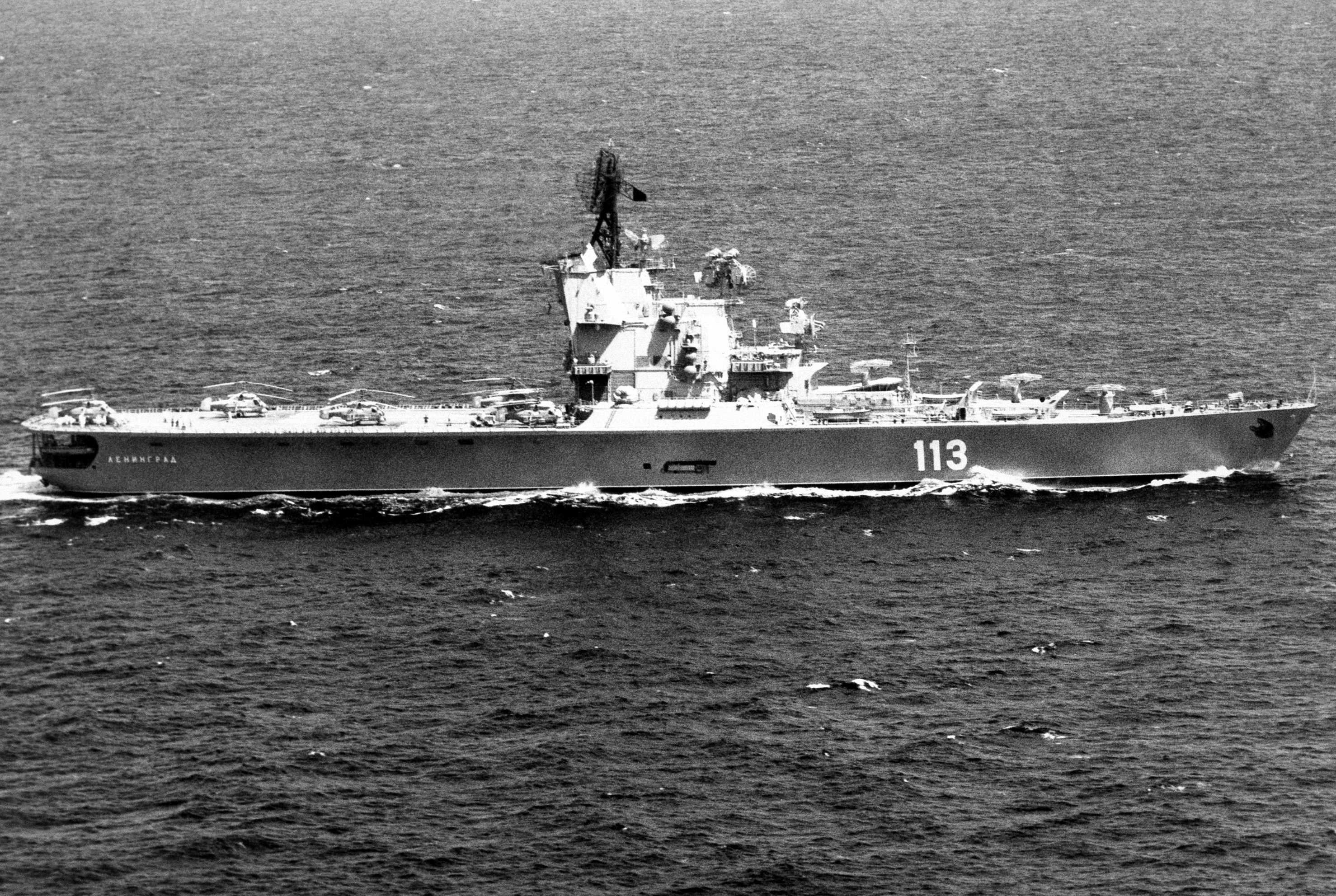
Porta-helicopters classe Moskva

Amb 460.000 homes, més de 600 navilis de guerra de tota mena (amb més de 3,5 milions de tones) i unes 400 aeronaus, la Flota Soviètica realment imposava als anys 80. No obstant això, tota aquesta cursa vers el tonatge no ha de fer passar per alt les febleses d'aquesta marina:
- El temps passat al mar era inferior en nombre al de la resta de les grans marines, així com l'entrenament i la formació dels seus components. La gran majoria dels reclutes eren originaris de centres urbans o de regions a l'interior i no tenien cap mena de cultura naval.
- Per un altre costat, la qualitat dels seus navilis era, en general, inferior a la dels de l'oest, la qual cosa portà a nombrosos accidents.
- La mateixa geografia de l'URSS era un desavantatge, perquè les seves bases navals sovint es trobaven bloquejades pel gel la major part de l'any (com les situades a la regió de Murmansk), havent de concentrar-se a bases els accessos de les quals estaven controlades pels estrangeres, con el mar Negre per a les instal·lacions de Crimea, el mar Bàltic per a les de Leningrad i Kaliningrad o el Mar del Japó per a les bases de Vladivostok.

## Infanteria de Marina

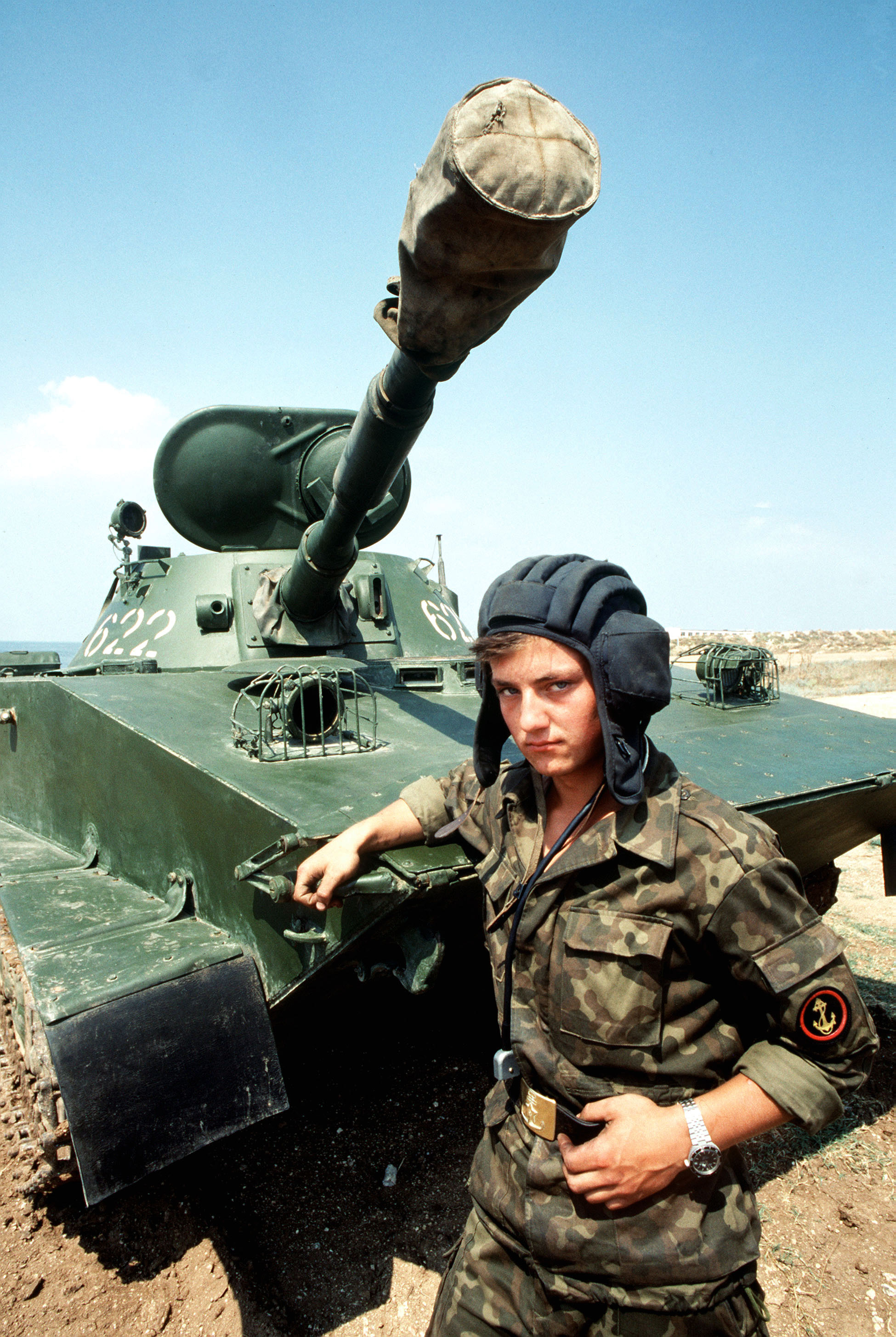
Vehicle lleuger PT-76 de la Infanteria de Marina Soviètica

La Infanteria de Marina es dissolgué el 1947, però va ser reconstituïda el 1963, molt influenciada per les accions espectaculars dels Royal Marines, del USMC i de les forces franceses destinades a l'Orient Mitjà.
A la dècada dels 60, la Infanteria de Marina comptava amb uns 8.000 homes, mentre que als 80 tenia entre 12.000 i 15.000 homes, repartits en 5 regiments amfibis. Estaven desplegats per les 4 flotes soviètiques.

## Orde de Batalla de la Flota Soviètica el 1983
Efectius: 460.000 homes, dels quals 345.000 eren de lleva.
Flota de combat:
- 67 Submarins amb capacitat nuclear ( classe Delta,  classe Yankee,  classe Hotel,  classe Typhoon)
- 15 submarins a propulsió convencional amb llançament de míssils (classe Golf
- 18  Submarins nuclears amb míssils de creuer ( classe Oscar,  classe Papa,  classe Charlie,  classe Echo)
- 17 submarins a propulsió convencional amb míssils de creuer
- 70 submarins nuclears d'atac
- 159 submarins clàssics
- 3 porta-aeronaus (classe Kíev)
- 2 creuers porta-helicòpters (classe Moskva)
- 2 creuers a propulsió nuclear (classe Kirov)
- 30 creuers dotats de míssils
- 11 creuers lleugers i de comandament
- 105 destructors de tota mena
- 99 fragates (de les quals, 37 eren de la classe Riga anti-submarins)
- 61 naus lleugeres
- 131 corbetes anti-submarins
- 27 corbetes llança míssils (classe Wanuixka)
- 100 patrulleres
- 62 hidroales
- 194 patrulleres ràpides o de vigilància costanera
- 355 minadors

Flota amfíbia
- 30 grans navilis de desembarcament
- 1 vaixell de desembarcament
- 50 llanxes mitjanes de desembarcament

Aeronàutica Naval
1.400 aparells:
- avions de patrulla marítima
  - 87 Tupolev Tu-16 Badger
  - 45 Tu-95 Bear
  - 6 Tupolev Tu-22 Blinder
- Bombarders
  - 85 Tupolev Tu-22M
  - 270 Tupolev Tu-16 Badger
  - 40 Tupolev Tu-22 Blinder
- avions d'atac
  - 50 Iàkovlev Iak-38 Forger
  - 40 Soukhoï Su-17
- Lluita antisubmarina
  - 50 Tu-95 Bear
  - 90 Mail
  - 50 May
- Helicòpters de lluita antisubmarina
- 250 hormone, Kamov Ka-27 Haze et Helix

## Comandants en Cap de les Forces Navals Soviètiques
- Vasili Mikhailovich Altfater (Octubre, 1918 — Abril, 1919)
- Ievgeni Andreievitx Berens (Maig, 1919 — Febrer, 1920)
- Aleksandr Vasilievitx Nemits (Febrer, 1920 — Desembre, 1921)
- Eduard Samoilovitx Pantserjanski (Desembre, 1921 — Desembre, 1924)
- Viatxeslav Ivanovitx Zof (Desembre, 1924 — Agost, 1926)
- Romuald Adamovitx Muklevitx (Agost, 1926 — Juliol, 1931)
- Vladímir Mitrofanovitx Orlov (Juliol, 1931 — Juliol, 1937)
- Mikhail Vladímirovitx Viktorov (Agost, 1937 — Gener, 1938)
- Piotr Andreievitx Smirnov (January — Agost, 1938)
- Mikhail Petrovitx Frinovski (Setembre, 1938 — Abril, 1939)
- Nikolai Gerasimovitx Kuznetsov (Abril, 1939 — Gener, 1947)
- Ivan Stepanovitx Iumaixev (Gener, 1947 — Juliol, 1951)
- Nikolai Gerasimovitx Kuznetsov - (Juliol, 1951 — Gener, 1956), segon mandat
- Sergei Georgievitx Gorxkov - (Gener, 1956 - Desembre, 1985). Considerat l'oficial màxim responsable de la reforma de la Marina Soviètica
- Vladímir Nikolaievitx Txernavin - (1985–1992)

## Taula de divises de la Marina Soviètica
|                                                                          |                                                |                  |                                       |                              |                                                               |                                                             |                                      |                                         |                                   |                          |                                   |           |           |  |  |  |  |  |  |  |  |
| Almirall de la Flota de la Unió Soviètica                                | Almirall de la Flota (primer disseny)          | Almirall         | Vicealmirall                          | Contraalmirall               | Capità, 1a classe                                             | Capità, 2a classe                                           | Capità, 3a classe                    | Capità Tinent                           | Tinent Superior                   | Tinent                   | Tinent Inferior                   |           |           |  |  |  |  |  |  |  |  |
| Almirall de la Flota de la Unió Soviètica                                | Almirall de la Flota (primer disseny)          | Almirall         | Vicealmirall                          | Contraalmirall               | Capità, 1a classe                                             | Capità, 2a classe                                           | Capità, 3a classe                    | Capità Tinent                           | Tinent Superior                   | Tinent                   | Tinent Inferior                   |           |           |  |  |  |  |  |  |  |  |
| Almirall de la Flota de la Unió Soviètica Адмирал Флота Советского Союза | Almirall de la Flota(1r disseny) Адмирал Флота | Almirall Адмирал | Vicealmirall Вице-адмирал             | Contraalmirall Контр-адмирал | Capità, 1a classe Капитан 1-го ранга                          | Capità, 2a classe Капитан 2-го ранга                        | Capità, 3a classe Капитан 3-го ранга | Capità Tinent Капитан-лейтенант         | Tinent Superior Старший лейтенант | Tinent Лейтенант         | Tinent Inferior Младший лейтенант |           |           |  |  |  |  |  |  |  |  |
|                                                                          |                                                |                  | Guardamarines                         | Guardamarines                | Guardamarines                                                 | Contramestres                                               | Contramestres                        | Contramestres                           | Contramestres                     | Marineria                | Marineria                         | Marineria | Marineria |  |  |  |  |  |  |  |  |
| '                                                                        |                                                |                  | Guardiamarina superior                | Guardiamarina                | Bótsman                                                       | Contramestre de Vaixell en cap                              | Contramestre en Cap                  | Starxinà, 1a classe                     | Starxinà, 2a classe               | Mariner Superior         | Mariner                           |           |           |  |  |  |  |  |  |  |  |
|                                                                          |                                                |                  | Guardiamarina superior Старший мичман | Guardiamarina Мичман         | Contramestre de Vaixell en cap Главный корабельный старшина 2 | Contramestre de Vaixell en cap Главный корабельный старшина | Contramestre en Cap Главный старшина | Starxinà, 1a classe Старшина 1-й статьи | Starxinà, 2a classe Старшина 2-й  | Mariner Superior Старший | Mariner Матрос                    |           |           |  |  |  |  |  |  |  |  |